# Pavona xarifae
Espèce
Statut de conservation UICN

 DD  : Données insuffisantes
Statut CITES
Pavona xarifae est une espèce de coraux appartenant à la famille des Agariciidae.